# Bolitoglossa altamazonica
Bolitoglossa altamazonica е вид земноводно от семейство Plethodontidae.

## Разпространение
Видът е разпространен в Боливия, Бразилия, Венецуела, Еквадор, Колумбия и Перу.